# 富永直勝
富永 直勝（日语平假名：とみなが なおかつ，1509年—1564年2月19日），日本战国时代武将。后北条氏家臣。从主君北条氏康领受偏讳改名康景（やすかげ）。《小田原衆所領役帳》中提到的富永弥四郎可能是同一人，但没有更多资料可考证。父亲是富永正直。

## 生平
除了富永氏祖传的伊豆国西土肥之外，还被加封相模国西郡饭田，共支配1,383贯。率领后北条氏的“北条五色備”中的青備，也有说法认为五色備的领军人物就是五大家老。根据《小田原衆所領役帳》，被列为江户众之一，作为江户城代驻扎在本城附近（继承自父正直）。江户城的城代有3人，远山氏在二之丸，太田氏在三之丸。也被任命为下总国葛西城代。
弘治2年（1556年）参加了在相模三浦（現神奈川県三浦市）三崎沖与里见氏的海战。永禄6年（1563年）太田康资叛离后北条氏重返上杉氏的计划失败。永禄7年（1564年）接到上杉谦信请求接应太田的里见氏出兵，发生第2次国府台合战。同年1月7日（国府台合战的时间也有2月的说法），直胜和远山纲景先于北条纲成率领的本队行动，渡江户川时遭到里见氏攻击战死。有说法认为是因为二人对没有察觉到太田康资的谋反计划心中有愧，所以擅自先行。
子政家继承了職位。